# Рогатинський повіт (Королівство Галичини та Володимирії)
Рогатинський повіт — адміністративна одиниця коронного краю Королівство Галичини та Володимирії у складі Австрійської імперії, з 1867 року — Австро-Угорщини. Повіт існував і після 1918 року в наступних державних утвореннях (див. Рогатинський повіт).

## 1854—1867
1854 року була проведена адміністративна реформа, згідно з якою у складі Королівства Галичини та Володимирії були утворені повіти.
Статистика:
Площа — 8,19 географічних миль² (~451 км²)
Населення — 25699 (1866)
Кількість будинків — 4357 (1866)
Староста (Bezirk Vorsteher): Йозеф Надерман (Josef Nadermann) (1866)
Громади (гміни): Більшівці (містечко), Библо, Хохонів, Уїзд, Вербилівці, Бурштин (містечко) з Людвиківкою, Хоростків, Дидятин, Ганівці, Гербутів, Яблунів, Озеряни, Юнашків, Кунашів (містечко), Конкольники, Коростовиця, Куніч, Куропатники, Нижня Липиця, Медуха, Межигірці, Настащин, Підшумлянці, Поплавники, Сарники Долішні, Сарники Горішні, Сарники Середні, Семиківці, Старі Скоморохи, Нові Скоморохи, Слобідка, Стасіва Воля, Свистильники, Тенетники, Загір'я, Желибори.

## 1867—1918
1867 року були скасовані округи, а повіти реорганізовані: частина зникла, а частина збільшилася за рахунок інших. Рогатинський повіт залишився і після реформи.
До його складу увійшла територія Рогатинського та Бурштинського (за винятком 6 гмін, — Боків, Дрищів, Гнильче і Пановичі, Слов'ятин, Шумляни, Бишів, які увійшли до Підгаєцького повіту) повітів, 8 гмін Ходорівського повіту (Дегова, Долиняни, КнягиничІ, Воскресінці, Помонята, Псари, Васючин, Загір'я), 7 гмін Галицького повіту (Бовшів, Дем'янів, Демешківці, Ганусівці з Ястрембицею, Німшин, Різдвяни, Слобідка), частина Войнилівського повіту (гміни Букачівці, Чагрів, Чернів, Козара, Колоколин, Новий Мартинів, Старий Мартинів, Німшин, Підмихайлівці, Посвірж зі Слободою, Вишнів, Журавеньки і Журів), та одна гміна Журавненського повіту (Григорів з Островом).
Староста: Рудольф Жуховський-Дунін (Rudolf Rzuchowski Dunin) (1867)